# 오리발

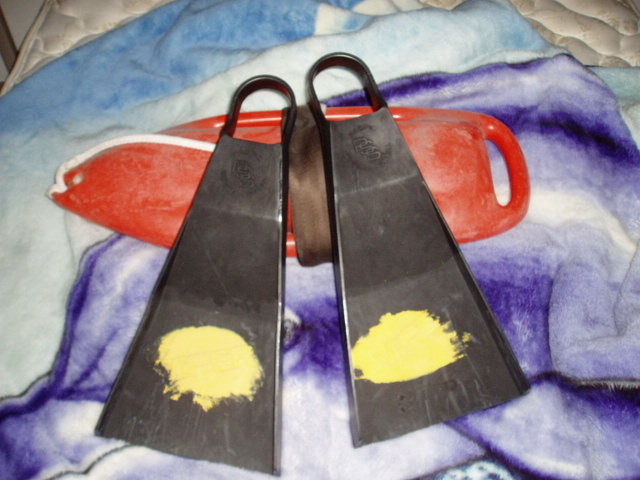
Viper 오리발

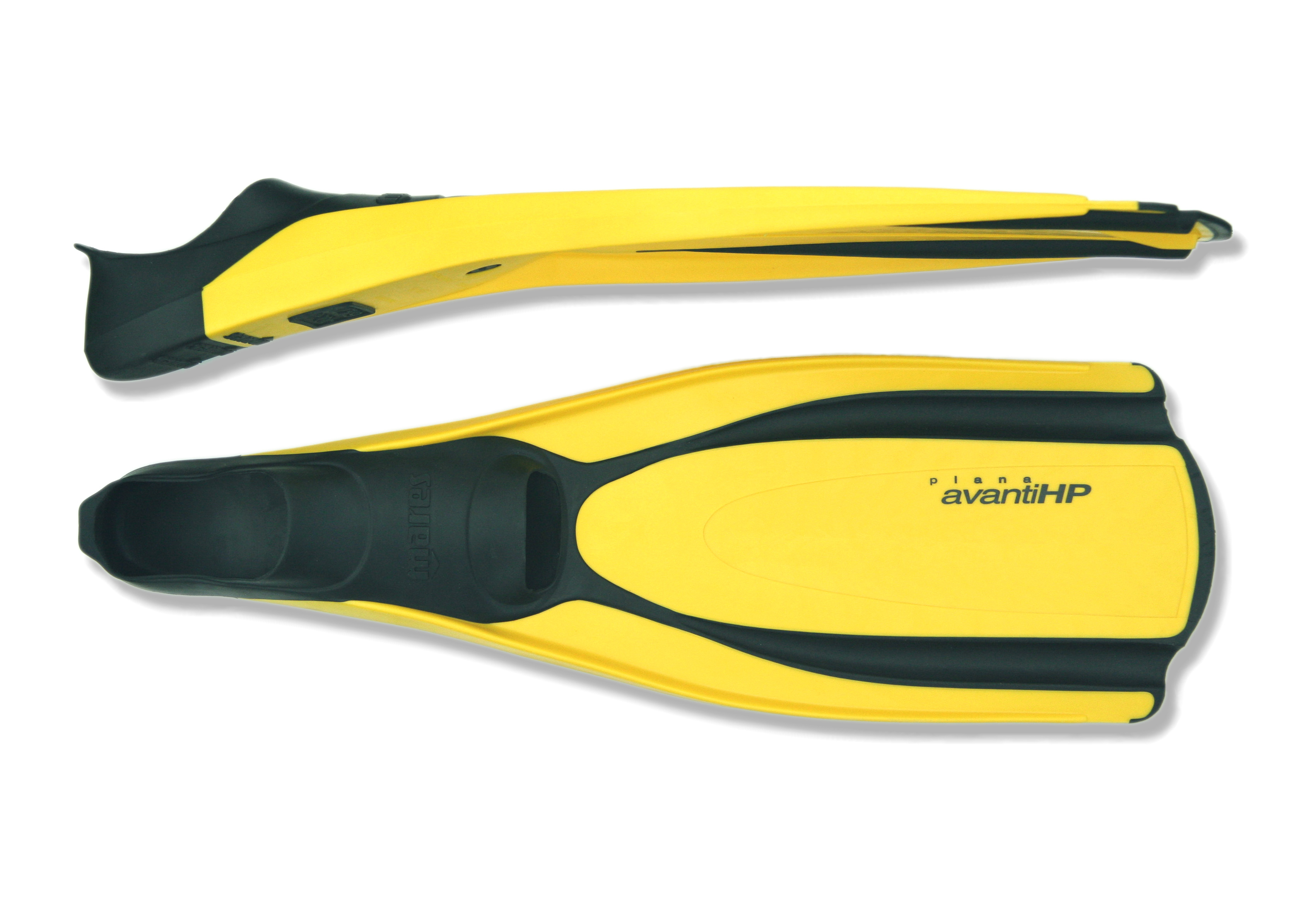
발 전체에 신는 형태의 오리발

오리발은 발이나 다리에 신어 수영을 할 때 추력을 높여주도록 만들어진 지느러미 모양의 풋웨어이다. 주재료는 고무와 플라스틱이다.
비교적 작은 인간의 발이 공급하는 추력은 매우 미약하고, 특히 다이버가 장비를 짊어진 경우 유체동역학적 항력이 매우 증가하기 때문에 스쿠버다이버는 물을 효과적으로 통과하기 위해서 오리발을 착용한다. 큰 물갈퀴나 모노핀은 다이버들에게 발을 차는 횟수를 많이 요구하지 않는 수중 추진 수단으로 사용된다.
한국어에서는 오리의 발 사이에 난 지느러미가 마치 그와 같으므로 "오리발"이라고 부른다.

## 역사
레오나르도 다 빈치와 조반니 보렐리와 같은 초기 발명가들은 장난 삼아 오리발의 개념을 고안하기도 했다.
벤자민 프랭클린은 보스턴에서 살던 어린 시절에 한 쌍의 오리발을 만들어내었다. 그것들은 대략 미술 팔레트와 같이 생긴 두 개의 얇은 나무조각으로, 벤자민이 평소 해엄치던 속도보다 더 빠르게 나아가는데 도움을 주었다고 한다.
프랑스의 루이 콜리우와 미국의 오웬 처칠은 서로 독립적으로 작업하여, 최초의 현실성이 있는 오리발을 개발하였다. 처칠의 디자인은 미국 해군에 주목을 받았고, 1940년대 초에 미해군의 수중파괴대에 오리발을 배급하였다.